# 3-Hydroxyisobutyryl-coenzyme A
La 3-hydroxyisobutyryl-coenzyme A, ou 3-hydroxy-2-méthylpropanoyl-coenzyme A, est le thioester de l'acide 3-hydroxyisobutyrique avec la coenzyme A. C'est un intermédiaire du catabolisme de l'isoleucine, de la leucine et de la valine. C'est également un intermédiaire du métabolisme du propanoate et de la β-alanine.